# Cabasse (entreprise)
Pour l’article homonyme, voir Cabasse (homonymie).

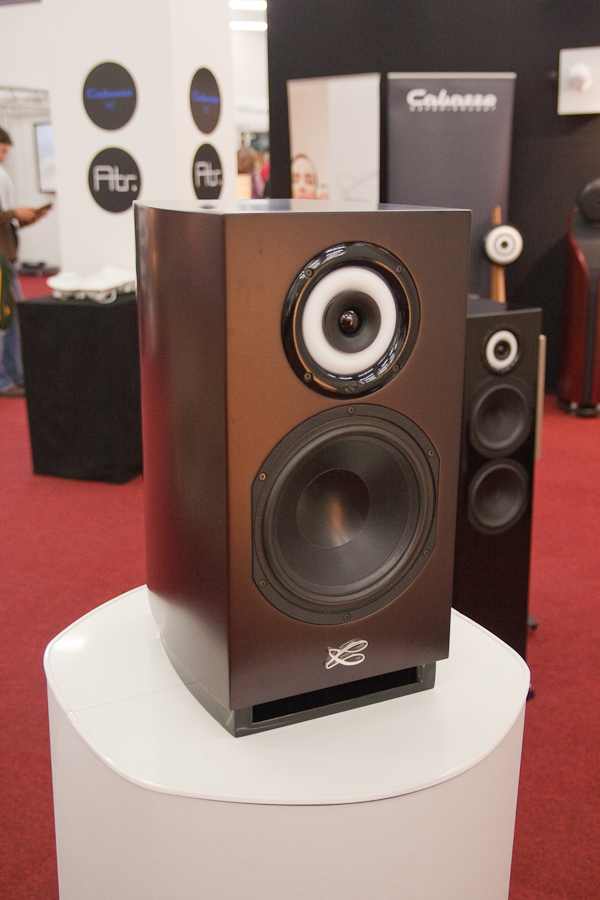
2009, High End Munich.

Cabasse est une entreprise française spécialisée dans la fabrication d'enceintes acoustiques haut de gamme.
Cabasse est connue notamment pour son rôle de pionnier dans l'acoustique moderne et la fabrication d'enceintes coaxiales, dont l'entreprise s'est fait une spécialité après plusieurs décennies de recherches et d'innovation.
La société fait dorénavant partie de VEOM Group.

## Histoire

### Fondation
L'entreprise est créée en 1950 par Georges Cabasse (1928-2019). Georges Cabasse est un physicien et un musicien, descendant d'une famille d'artisans luthiers français.
L'activité de Georges Cabasse se développe en 1952 avec la sonorisation du cinéma le Grand Rex.

### Années 2000
Les ingénieurs de Cabasse créent l'enceinte La Sphère, présentée au grand public au CES Las Vegas en 2006,.
Durant les années 2000, l'entreprise est rachetée trois fois, dont par Canon en 2006.

### Années 2010
En 2014, l’entreprise est rachetée pour 4,5 millions d’euros par AwoX,.
En 2016, Cabasse relocalise la production haut-de-gamme et la personnalisation des finitions dans son atelier de production français.
En novembre 2017, Cabasse et Orange lancent en exclusivité une barre de son en technologie Dolby Atmos.

### Années 2020
En 2022, l'entreprise entre en bourse,.

## Différents produits
- La Sphère :  première enceinte 4-voies coaxiales au Monde[13].
- Murano Alto : lancement en octobre 2017 de la nouvelle colonne haut de gamme Cabasse, assemblée dans les ateliers de la marque à Plouzané[14].
- SWELL : En octobre 2017, lancement de SWELL, la première enceinte Haute-Fidélité Bluetooth nomade de Cabasse[15].
- THE PEARL : lancement en octobre 2018 de THE PEARL – une enceinte active haute-définition multiroom avec système intégré de correction automatique de salle breveté (Diapason d'or 2020)[16],[17].
- THE PEARL AKOYA : lancement en octobre 2019 de THE PEARL AKOYA (Diapason d'or 2021et Applause Award de STEREONET 2021[18]) – une seconde enceinte active haute-définition multiroom avec système de correction intégré (crcs) plus compacte que THE PEARL[19],[20].
- THE PEARL SUB : lancement en octobre 2020 de THE PEARL SUB, caisson de basses actif connecté 2.1[21].
- GEN2 : lancement d’une optimisation sonore ‘GEN2’ en février 2021[22].
- THE PEARL PELEGRINA : système connectée Haute-Fidélité pour fêter les 70 ans de la marque[23].
- THE PEARL KESHI, système connecté 2.1 haute résolution ultra compact[24].